# Tramway de Danhai
Ne doit pas être confondu avec Ligne 1 du tramway de Nanhai.
 (octobre 2022).
Si vous disposez d'ouvrages ou d'articles de référence ou si vous connaissez des sites web de qualité traitant du thème abordé ici, merci de compléter l'article en donnant les références utiles à sa vérifiabilité et en les liant à la section « Notes et références ».
Le tramway de Danhai (chinois : 淡海輕軌, anglais : Danhai LRT, code V) est une ligne de tramway à Nouveau Taipei opérée par le métro de Nouveau Taipei, nommée d’après les districts qu’elle connecte : Tamsui. Elle possède 14 stations desservant, du nord au sud, les districts de Tamsui. Il est long de 15 kilomètres.
Il est le deuxième système de métro léger à Taïwan après le tramway circulaire de Kaohsiung et le premier système de métro léger du nord de Taïwan.

## Stations
| Code | Nom anglais                            | Nom chinois  | Districts | Temps de trajet entre les stations | Temps d'arrêt à la station | Date d'ouverture | Notes                                              |
| ---- | -------------------------------------- | ------------ | --------- | ---------------------------------- | -------------------------- | ---------------- | -------------------------------------------------- |
| V01  | Hongshulin                             | 紅樹林       | Tamsui    |                                    |                            | 23-12-2018       | Transfert pour la ligne Tamsui-Xinyi(Taipei Metro) |
| V02  | Ganzhenlin                             | 竿蓁林       | Tamsui    |                                    |                            | 23-12-2018       |                                                    |
| V03  | Danjin Denggong                        | 淡金鄧公     | Tamsui    |                                    |                            | 23-12-2018       |                                                    |
| V04  | Tamkang University                     | 淡江大學     | Tamsui    |                                    |                            | 23-12-2018       |                                                    |
| V05  | Danjin Beixin                          | 淡金北新     | Tamsui    |                                    |                            | 23-12-2018       |                                                    |
| V06  | Xinshi 1st Rd.                         | 新市一路     | Tamsui    |                                    |                            | 23-12-2018       |                                                    |
| V07  | Tamsui District Office                 | 淡水行政中心 | Tamsui    |                                    |                            | 23-12-2018       |                                                    |
| V08  | Binhai Yishan                          | 濱海義山     | Tamsui    |                                    |                            | 23-12-2018       |                                                    |
| V09  | Binhai Shalun                          | 濱海沙崙     | Tamsui    |                                    |                            | 23-12-2018       | Transfert pour la ligne Lanhai                     |
| V10  | Danhai New Town                        | 淡海新市鎮   | Tamsui    |                                    |                            | 23-12-2018       |                                                    |
| V11  | Kanding                                | 崁頂         | Tamsui    |                                    |                            | 23-12-2018       | Transfert pour la ligne Sanzhi                     |
| V28  | Taipei University of Marine Technology | 台北海洋大學 | Tamsui    |                                    |                            | 23-12-2018       |                                                    |
| V27  | Shalun                                 | 沙崙         | Tamsui    |                                    |                            | 23-12-2018       |                                                    |
| V26  | Tamsui Fisherman's Wharf               | 淡水漁人碼頭 | Tamsui    |                                    |                            | 23-12-2018       | Transfert pour la ligne Bali                       |
| V25  | Youchekou                              | 油車口       | Tamsui    |                                    |                            |                  |                                                    |
| V24  | Hobe Fort                              | 滬尾砲台     | Tamsui    |                                    |                            |                  |                                                    |
| V23  | Fort Santo Domingo                     | 紅毛城       | Tamsui    |                                    |                            |                  |                                                    |
| V22  | Mackay Street                          | 馬偕街       | Tamsui    |                                    |                            |                  |                                                    |
| V21  | Tamsui                                 | 淡水         | Tamsui    |                                    |                            | 28-03-1997       | Transfert pour la ligne Tamsui-Xinyi(Taipei Metro) |